# Arrow Through Me
Singles de Paul McCartney et les Wings
Getting Closer
(1979)
Singles par Paul McCartney
Getting Closer
(1979) Wonderful Christmas Time
(1979)
Pistes de Back to the Egg
Old Siam, Sir Rockestra Theme
Arrow Through Me est une chanson de Paul McCartney et les Wings parue en juin 1979 sur l'album  Back to the Egg. Il s'agit d'une chanson fortement inspirée du style de Stevie Wonder, notamment pour sa ligne de basse, jouée au synthétiseur basse.
Aux États-Unis, elle est parue en single, en face A de la chanson Old Siam, Sir qui était parue comme single dans plusieurs autres pays dont le Royaume-Uni. Ce choix spécialement adapté à la clientèle américaine a eu un résultat mitigé puisque le single n'a atteint que la 29e place des charts.

## Musiciens
- Paul McCartney – chant, basse synthé, piano électrique, clavinet
- Steve Holley – batterie, Flexatone
- Howie Casey – cuivres
- Tony Dorsey  – cuivres
- Steve Howard  – cuivres
- Thaddeus Richard – cuivres